# Думбравица (Ботошани)
Думбравица (рум. Dumbrăvița) насеље је у Румунији у округу Ботошани у општини Ибанешти. Oпштина се налази на надморској висини од 192 m.

## Становништво
Према подацима из 2002. године у насељу је живело 1804 становника, од којих су сви румунске националности.